# ليف دايتريشسون
ليف دايتريشسون (بالنرويجية البوكمول: Leif Dietrichson)‏ هو طيار نرويجي، ولد في 1 سبتمبر 1890 في هونفوس في النرويج، وتوفي في 18 يونيو 1928.